# Kisses for Breakfast
Kisses for Breakfast é um filme de comédia estadunidense de 1941 dirigido por Lewis Seiler, e estrelado por Dennis Morgan, Jane Wyatt e Shirley Ross. Trata-se de um remake do filme The Matrimonial Bed de 1930, que foi produzido pela Warner Bros. Pictures.

## Sinopse
Juliet Marsden (Shirley Ross) é uma mulher apaixonada... mas não pelo noivo. Rompendo seu noivado com Lucius Lorimer (Jerome Cowan), ela decide se casar com Rodney Trask (Dennis Morgan), um belo cantor que está totalmente apaixonado por ela.

## Elenco
- Dennis Morgan como Rodney Trask/"Happy Homes"
- Jane Wyatt como Laura Anders
- Shirley Ross como Juliet Marsden
- Lee Patrick como Betty Trent
- Jerome Cowan como Lucius Lorimer
- Una O'Connor como Ellie
- Barnett Parker como Phillips
- Romaine Callender como Dr. George Burroughs
- Lucia Carroll como Clara Raymond
- Cornel Wilde como Chet Oakley
- Willie Best como Arnold
- Louise Beavers como Clotilda
- Clarence Muse como Velho Jeff